# Joseph Roffo
Louis Joseph Roffo (Párizs, 1879. január 21. – Párizs, 1933. február 5.) olimpiai ezüstérmes francia kötélhúzó.
Az 1900. évi nyári olimpiai játékokon kötélhúzásban ezüstérmes lett egy Nemzetközi Csapat ellen, melyet svédek és dánok alkottak.